# سارا هاريسون (روائية)
سارا هاريسون (بالإنجليزية: Sarah Harrison)‏ (1946، ديفون في المملكة المتحدة)؛ كاتِبة وروائية بريطانية. درست في جامعة لندن.